# Evi Hartmann
Evi Hartmann (* 4. Mai 1973) ist eine deutsche Wirtschaftswissenschaftlerin und Sachbuchautorin. Seit 2009 ist Hartmann Professorin für Supply Chain Management an der Friedrich-Alexander-Universität Erlangen-Nürnberg.

## Leben
Evi Hartmann studierte Wirtschaftsingenieurwesen an der Universität Karlsruhe (TH). Nach Forschungsaufenthalten an der University of California und der Haas School of Business in Berkeley, USA, erhielt sie 1997 ihr Diplom als Wirtschaftsingenieurin. Promoviert wurde Evi Hartmann 2002 am Institut für Technologie und Management der Technischen Universität Berlin bei Hans Georg Gemünden.
Von 1998 bis 2005 arbeitete sie als Beraterin bei A.T. Kearney. Anschließend erhielt sie eine Juniorprofessur für „Purchasing and Supply Management“ an der EBS Universität für Wirtschaft und Recht. Dort habilitierte sie sich 2008 bei  Christopher Jahns in Betriebswirtschaftslehre.
2009 trat sie die Nachfolge von  Peter Klaus an der Friedrich-Alexander-Universität Erlangen-Nürnberg an und ist seitdem Inhaberin des Lehrstuhls für Supply Chain Management. Von 2010 bis 2017 war Hartmann Mitglied des Wissenschaftlichen Beirats der Bundesvereinigung Logistik (BVL) e. V. Sie ist Mitglied der Jury des Deutschen Nachhaltigkeitspreises 2020.
Hartmann gehört dem Netzwerk „Generation CEO“ an, das sich für Frauen in Führungspositionen einsetzt.

## Forschung
Die Forschungsschwerpunkte Hartmanns liegen in den Bereichen Nachhaltiges Supply Chain Management, Global Sourcing sowie Digitale Transformation.
Hartmann ist Autorin zweier Bestseller und betreibt zudem den wöchentlichen Blog „Weltbewegend“, welcher die Themen Moral, digitale Transformation und Nachhaltigkeit im Wirtschaftsgeschehen behandelt.

## Publikationen (Auswahl)

### Sachbücher
- Wie viele Sklaven halten Sie?: Über Globalisierung und Moral. Campus Verlag 2016, ISBN 978-3-593-50543-5.
- Ihr kriegt den Arsch nicht hoch: Über eine Elite ohne Ambition. Campus Verlag 2018, ISBN 978-3-593-50907-5.

### Wissenschaftliche Veröffentlichungen
- Successful Introduction of B2B Electronic Marketplace Projects: An Inter-Organizational Relationship Perspective with an Empirical Analysis in German Chemical Industry. Dissertation. Deutscher Universitätsverlag 2002, ISBN 978-3-8244-7768-5.
- mit Ragna Seidler-de Alwis: The use of tacit knowledge within innovative companies: knowledge management in innovative enterprises. In: Journal of knowledge Management. 12, Nr. 1, 2008, S. 133–147, doi:10.1108/13673270810852449.
- mit Matthias Kopyto, Sabrina Lechler, Heiko Andreas von der Gracht: Potentials of blockchain technology in supply chain management: Long-term judgments of an international expert panel. In: Technological Forecasting and Social Change. 161, Dezember 2020, 120330, doi:10.1016/j.techfore.2020.120330.
- mit Christopher Münch, Emanuel Marx, Lukas Benz und Martin Matzner: Capabilities of digital servitization: Evidence from the socio-technical systems theory. In: Technological Forecasting and Social Change. 176, März 2022, 121361, doi:10.1016/j.techfore.2021.121361.
- mit Edda Feisel und Holger Schober: Talent management of western MNCs in China: Balancing global integration and local responsiveness. In: Journal of world business. 45, Nr. 2, 2010, S. 118–130, doi:10.1016/j.jwb.2009.09.013.
- mit Wendy L. Tate, Lisa Ellram, Lydia Bals: Offshore outsourcing of services: An evolutionary perspective. In: International Journal of Production Economics. 120, Nr. 2, 2009, S. 512–524, doi:10.1016/j.ijpe.2009.04.005.